# بازی‌وارسازی
بازی‌وارسازی (به انگلیسی: Gamification) و همچنین «بازیگونه‌سازی»،استفاده از خصوصیت‌ها و تفکرهای بازی‌گونه در زمینه‌هایی است که ماهیت بازی ندارند. انگار کردن کار به بازی یا بازی‌انگاری را می‌توان مفهومی قدیمی دانست. که چند سالی است دیدگاهی آکادمیک و منسجم گرفته است. مفهوم اولیهٔ بازی‌انگاری را می‌توان این‌طور بیان کرد: استفاده کردن از معیارهایی که انگیزه‌های شما را به صورت طبیعی برای به حرکت درآوردن مخاطب شماست. از آنجا که یکی از انگیزه‌های جذاب برای انسان تفریح و بازی است، این نقطه را می‌توان همان نقطهٔ آغازین مفهوم بازی‌انگاری دانست. در به زبانی ساده‌تر گیمیفیکیشن استفاده از عناصر بازی‌ها در محیط‌های غیربازی است که به کمک آن می‌توان تغییراتی پویا در رشد یک کسب وکار ایجاد نمود
گیمیفیکیشن در فرهنگ لغت فارسی به بازی‌سازی، بازی‌گونه‌سازی و بازی‌وارسازی ترجمه شده است.

## تعریف رسمی
تاکنون تعریف استاندارد و رسمی برای بازی‌انگاری ارائه نشده است و بیشتر افراد فعال در این زمینه این مفهوم را با اندکی تفاوت به کار می‌برند، ولی در بین همهٔ آنها تعریفی که بیشترین مقبولیت را داراست، همان تعریف فوق به معنای انگاشتن کار به بازی می‌باشد: استفاده از خصوصیت‌ها و تفکرات بازی‌گونه، در زمینه‌هایی که ماهیت بازی ندارند.
بازی‌وارسازی که «به‌کارگیری عناصر طراحی و اصول بازی در زمینه‌های غیر از بازی» تعریف شده است، اساساً به استفاده کردن از عناصری از بازی در دیگر حیطه‌ها اختصاص دارد. با نگاهی دقیق‌تر به فرایند بازی‌وارسازی و طراحی بازی‌های ویدئویی، گره‌خوردن این فرایند با دیگر حوزه‌های علمی، چون روان‌شناسی، جامعه‌شناسی، اقتصاد و علوم سیاسی بر ما آشکار می‌شود.
گیمیفیکیشن به سازمان‌ها کمک می‌کند تا به تحلیل رفتار، طراحی‌های بهینه‌شده در رفتار داشته باشند.

## زمینه‌های پرکاربرد
مفهوم بازی‌انگاری را هم‌اکنون می‌توان در بسیاری از زمینه‌های تجاری و محصولات، آموزش‌های اجتماعی پزشکی، درمان اختلال‌های فکری و ذهنی، درمان فراموشی یا حتی آموزش‌های نظامی دید، و چیزی که در همهٔ آن‌ها مشترک است، تلاش برای افزایش یادگیری و درگیر ساختن کاربر با محصول (یا مفهوم مورد نظر) است.
در حقیقت، از بازی‌انگاری می‌توان برای ایجاد جذابیت در یادگیری، انجام فرایندهای تکراری یا کارهای غیرجذاب برای مقاصد غیربازی‌گونه استفادهٔ نمود، و این خاصیت را می‌توان مهم‌ترین دلیل فراگیری این زمینهٔ جدید در عرصه‌های مختلف دانست.

## قابلیت‌ها
بازی‌وارسازی به صورت گسترده‌ای در بازاریابی استفاده می‌شود. بیشتر از ۷۰ درصد از فهرست شرکت‌های Forbes Global 2000 طرحی برای استفاده از بازی‌وارسازی برای اهداف بازاریابی و حفظ مشتری دارند. برای مثال در نوامبر ۲۰۱۱ شریک استرالیایی شرکت یاهو در زمینهٔ پخش رسانه‌های آنلاین نرم‌افزار موبایل خود با نام Fango را اجرا کرده است که در آن تماشاگرهای تلویزیون از این برنامه استفاده می‌کنند تا با برنامه‌های اجراشده از طریق تکنیک‌هایی مانند بررسی و بج (Badge) تعامل کنند. در فوریه ۲۰۱۲ برنامه بالغ بر ۲۰۰٫۰۰۰ بار اجرا شده است. گیمیفیکیشن برای برنامه‌های مشتریان وفادار نیز به کار می‌آید. در سال ۲۰۱۰ استارباکس (برند آمریکایی فروش قهوه) یک سری بج به برنامهٔ Foursquare داد تا این برنامه بتواند تخفیف‌هایی را برای شهرداران هر منطقه در نظر بگیرد (شهردار در این برنامه به افرادی گفته می‌شود که به غنای محتوایی برنامه در محل خودشان کمک کنند). همچنین طرح‌هایی برای استفاده از گیمیفیکیشن در زمینهٔ هوش رقابتی و ترغیب مردم به پر کردن نظرسنجی‌ها و در تحقیقات بازار برای بازشناسی برندها وجود دارد. گیمیفیکیشن با نرم‌افزارهای پشتیبانی (Help Desk) نیز تلفیق شده است. در سال 2012، Freshdesk به عنوان یک نرم‌افزار خدمات به مشتری قابلیت‌های گیمیفیکیشن را به برنامه‌های خود افزود که در آن‌ها به عوامل بر اساس کارایی‌شان بج‌هایی تعلق می‌گرفت.
گیمیفیکیشن همچنین به عنوان ابزاری برای ترغیب مشتری و دلگرم کردن رفتارهای مورد نیاز در برخی از سایت‌ها نیز به کار می‌رود. به علاوه، گیمیفیکیشن به سادگی برای افزایش ترغیب در سایت‌هایی که بر اساس سرویس‌های شبکه‌های اجتماعی ساخته شدند نیز به کار می‌رود.

## چارچوب‌های گیمیفیکیشن
چارچوب‌های گیمیفیکیشن یا اصطلاحاً Frameworkها روش‌هایی برای پیاده‌سازی گیمیفیکیشن هستند. چند مورد از چارچوب‌های مطرح به شرح ذیل است:
1. چارچوب ورباخ[۸]
2. چارچوب زیکرمن
3. چارچوب یوکای چو

## کاربرد بازی‌وارسازی در بازاریابی محتوا
برای استفاده از راهبردهای بازی‌گونه در بازاریابی محتوایی، نیازی نیست که حتماً بخشی از یک سازمان بزرگ باشید یا بودجهٔ بازاریابی کلانی در دست داشته باشید. از بازی‌وارسازی تقریباً برای هر محصول و خدماتی می‌توان استفاده کرد و با هر بودجه‌ای قابل انطباق است.

## بازی‌وارسازی در تجارت الکترونیک
در دنیای جدید که صدها فروشگاه آنلاین هر روزه ظاهر می‌شوند، در صدر بودن، کار بسیار سختی است.
این یعنی باید به سختی کار کرد، با موضوعات داغ بازاریابی حرکت کرده و تکنیک‌های جدید را پیاده‌سازی نمود. تب خرید از فروشگاه‌های آنلاین به شدت در حال شیوع بوده و فروشگاه‌های آنلاین در ایران رو به رشد هستند. این بازار نوپا در حال حاضر مشتریان بالقوهٔ بسیار زیادی دارد اما نکتهٔ مهم این است که در آینده‌ای بسیار نزدیک، بازار اشباع شده و این فروشگاه‌ها به رقابت برای جذب مشتریان یکدیگر آغاز می‌نمایند. این همان نقطه‌ای است که ابزاری مانند گیمفیکیشن به‌شدت با اهمیت خواهد شد. اگر چه سیاست درست این است که یک فروشگاه آنلاین از ابتدا با گیمیفیکیشن، وفاداری مشتریان به سایت را افزایش دهد.

## بازی‌وارسازی در آموزش
دسترسی به آموزش‌های پیشرفته، مخصوصاً برای مردم کشورهای در حال توسعه، به‌طور بازدارنده‌ای گران و تنها برای نخبگان و ثروتمندان جامعه قابل استفاده است. بازی‌کاری با شماری از روندها که اشتیاق و درگیری دانش‌آموزان نسبت به یادگیری را تغییر می‌دهند، ادغام شده و دسترسی به آموزش و شناسایی استعدادها را تسهیل نموده است.
یکی از جدیدترین این راهکارها استفاده از مفاهیم مرتبط با بازی در طراحی دوره‌های آموزشی است. استفاده از این مفهوم روز به روز در حال گسترش است. این موضوع سبب ایجاد یک فرصت عالی برای افزایش بازدهی آموزش و یادگیری افراد می‌شود. کاربست مفاهیم بازی در آموزش اجازه می‌دهد که به جای کلاس‌های خشک و خسته‌کننده از روش‌های جذاب و نوین و مبتنی بر فعالیت‌های ادامه‌دار و تکمیل شونده در داخل و خارج از محیط کار استفاده شود. مزیت بازی‌ها در آموزش این است که بسیار سرگرم‌کننده، ساده، قابل فهم، قابل جابجایی و بدون محدودیت زمانی و مکانی و فردی هستند. پژوهش‌ها نشان داده است که استفاده از عناصر بازی در محیط آموزشی انگیزه افراد را افزایش می‌دهد. همچنین استفاده از مفاهیم بازی در طراحی آموزش در مشارکت افراد در فعالیت‌های مختلف تأثیر مثبتی دارد و استفاده از جایزه‌ها و امتیازهای مجازی سبب همکاری بیشتر افراد می‌شود.
استفاده از گیمیفیکیشن در آموزش سبب افزایش رضایت کاربران، تسهیل تعاملات اجتماعی، افزایش توانایی حل مسئله و حمایت کاربران از روند آموزش می‌شود. مثلاً بازی کروناکوییز یکی از مهم‌ترین دلایل استفاده از گیمیفیکیشن، تبدیل آموزش به سرگرمی و تشویق نوآوری و خلاقیت است.

## بازی‌وارسازی در بازاریابی
برای بازاریابان، گیمیفیکیشن راهی برای به‌کارگیری حس عمیق برنده شدن در معاملهٔ فروش یک محصول یا خدمت است. استفاده از گیمیفیکیشن برای مصرف‌کننده، به‌یادماندنی است و می‌تواند این حس خوب را دربارهٔ جزئیات بازی‌گونه با دوستان اجتماعی خود به اشتراک گذارد.
به‌کارگیری گیمیفیکیشن جهت افزایش نوبت‌های استفادهٔ مصرف‌کننده از یک نرم‌افزار می‌تواند سطح جذب شدن آن‌ها به یک نام تجاری را به‌شدت افزایش دهد. این رویکرد می‌تواند تصمیم خرید آیندهٔ آن‌ها را به صورت مثبت مورد تأثیر قرار دهد.
از دیگر استفاده‌های گیمیفیکیشن، افزایش ترافیک سایت و تعیین رفتارهای مورد علاقهٔ کاربر، مانند امتیاز گرفتن، بازشدن مراحل یا خدماتی پس از بازدیدهای متوالی و با فاصله‌های زمانی مشخص است که مجموعهٔ این فعالیت‌ها سبب افزایش ترافیک، رتبهٔ سایت و رتبهٔ الکسا برای سایت مورد نظر خواهد شد.

## تاریخچه
واژهٔ گیمیفیکیشن نخستین بار در سال ۲۰۰۲ ابداع شد، ولی تا سال ۲۰۱۰ چندان مورد استقبال قرار نگرفت. این مفهوم در سال ۲۰۰۸ در زمینهٔ رسانه‌های دیجیتال مطرح شد و با انتشار کتاب چگونگی استفاده از مکانیسم‌های بازی رواج پیدا کرد. در سال ۲۰۱۱ این رویکرد مورد توجه شرکت‌های سرمایه‌گذاری قرار گرفت و همزمان تحقیقات و مطالعات دانشگاهی فراوانی دربارهٔ آن آغاز شد. شرکت‌های متعدد با درک فرصت ایجاد شده به واسطهٔ این نگاه تازه، در این حوزه سرمایه‌گذاری کردند و به ارائهٔ خدمات بازی‌آفرینی به آن‌ها پرداختند.
پیش از استفاده از اصطلاح بازی‌آفرینی، بسیاری از طراحان و پژوهشگران در مورد نقش شادی و بازی در برنامه‌های کامپیوتری تحقیق می‌کردند. دراپر در اواخر دههٔ ۱۹۹۰ تحقیقی با عنوان «بررسی شادی به عنوان یک عنصر در طراحی نرم‌افزار» انجام داد. با اهمیت روزافزون تجربهٔ کاربری، تحقیقات و پروژه‌های متعددی در مورد سنجش نقش لذت، شادی و بازی در تجربهٔ کاربری انجام شد. ایده‌ای که در پس استفاده از سرگرمی در نرم‌افزار وجود داشت نه تنها ساده‌تر کردن رابط کاربری، بلکه گنجاندن لذت در استفاده از آن بود که باعث بروز احساسات مثبت در کاربر از طریق چیزهایی مانند صدا، تصاویر، چالش و… می‌شد و از این طریق تجربهٔ استفاده کاربر از نرم‌افزار را بهبود می‌داد.
در سال ۲۰۱۰، اصطلاح گیمیفیکیشن روز به روز محبوب‌تر شد و توسط شرکت‌هایی مانند بانچبال (Bunchball) و بج‌ویل (Badgville) برای تشریح پلتفرم‌هایی به کار رفت که برای استفاده از المان‌های بازی در وب‌سایت‌ها، تولید کرده بودند. سایت‌های بسیاری مانند Win Epic با استفاده از این مفهوم آغاز به کار کردند.

## انتقادهای وارد شده به بازی‌وارسازی
انتقادهایی هم به بازی‌وارسازی وارد شده است: اگر ما انسانها از مراجعه مکرر به کافی شاپ دنبال پاداش و جایگاه باشیم، سرنوشت خوبی به عنوان یک گونه موجود زنده نخواهیم داشت. بازی‌وارسازی نه تنها کاربران و مشتریان را معتاد می‌کند تا سود کسب‌وکار را افزایش دهد، بلکه خود کسب‌وکارها را نیز معتاد به بازی‌وارسازی می‌کند.